# لامپ هالوژن

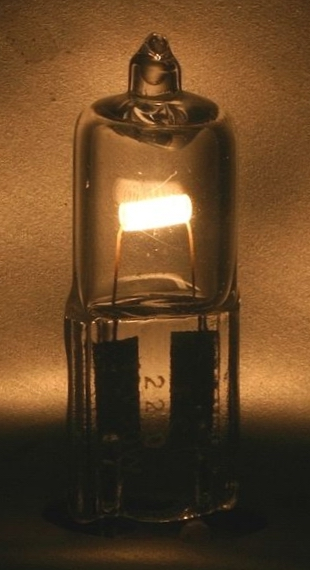
تصویری از یک لامپ هالوژن روشن

لامپ هالوژن (انگلیسی: Halogen lamp) نوعی لامپ رشته‌ای است که در آن گازهای فشرده و خنثی و مقدار اندکی از عناصر هالوژن مانند ید و برم اضافه شده‌است. چرخه موجود در لامپ‌های هالوژن که موجب ته‌نشین شدن مجدد تنگستن بخار شده بر روی رشته می‌شود نقش مؤثری در افزایش عمر این نوع لامپ‌ها دارد. در این لامپ‌ها به علت وجود همین چرخه امکان بالا بردن دمای رشته بدون کاهش یافتن عمر لامپ نسبت به لامپ‌های معمولی نیز به وجود می‌آید که به افزایش بهره‌وری این لامپ‌ها می‌انجامد. این لامپ‌ها همچنین به‌علت اندازه کوچک و نور مناسب و آرامش بخششان، کابردهای خاص خودشان را در میان سیستم‌های روشنایی دارند.
برای نمونه، یک لامپ التهابی ۱۰۰ وات با اندازه بزرگش، با یک لامپ هالوژن خودرو در اندازه کوچک و همچنین با بهره نوری بالاتر، برابری می‌کند.

## تاریخچه
اولین لامپ‌ها از این دست در سال ۱۹۵۹ به وسیله شرکت جنرال الکتریک (GE) روانه بازار شد. در این لامپ‌ها از ید استفاده می‌شد و آن‌ها را کوارتز-ید (Quartz Iodine) می‌نامیدند. خیلی زود برم نیز به عنوان عنصری مناسب و با مزیت برای این کار شناخته شد. در آن زمان از این لامپ‌ها در کاربردهای خاص و برای روشنایی استودیوها، پروژکتورها و لامپ‌های خودرو استفاده می‌شد. بعدها در اوایل دهه ۱۹۷۰ حباب‌های خاصی نیز برای این لامپ‌ها ایجاد شد که آلومینوسیلیکات نام داشت. امروزه بالا رفتن تکنولوژی ساخت این لامپ‌ها موجب پایین آمدن قیمت این لامپ‌ها و افزایش بهره‌وری آن‌ها شده و امکان استفاده از این نوع لامپ‌ها در کاربردهای مختلفی ایجاد شده‌است.

## نحوه عملکرد
در این لامپ‌ها وظیفه گاز هالوژن، ایجاد یک چرخه شیمیایی است که در آن تنگستن بخار شده در اثر حرارت از روی سطح رشته، دوباره بر روی آن ته‌نشین شود. از آنجا که در لامپ‌های التهابی معمولی تنگستن بخار شده بر روی حباب لامپ ته‌نشین می‌شود، ته‌نشین نشدن تنگستن بر روی حباب در لامپ‌های هالوژن موجب تمیز ماندن حباب و ثابت ماندن نور لامپ در طول عمر این لامپ‌ها می‌شود. عملکرد گاز هالوژن در لامپ به این صورت است که گاز در قسمت‌های کم دماتر حباب با بخار تنگستن ترکیب می‌شود. این ترکیب با رسیدن به نقاط بسیار داغ لامپ یعنی روی رشته تجزیه شده و دوباره به صورت گاز هالوژن و بخار تنگستن در می‌آید و به این ترتیب هالوژن، تنگستن بخار شده را دوباره به رشته بازمی‌گرداند. از آنجا که گاز هالوژن و بخار تنگستن باید با هم ترکیب شیمیایی شوند که دمای بسیار بالایی مورد نیاز است، پس باید تحمل حباب لامپ در مقابل این دما از لامپ‌های معمولی بیشتر باشد. برای جلوگیری از آسیب دیدن حباب در این دما ، این لامپ‌ها باید از کوارتز یا انواع دیگر شیشه‌ها با دمای ذوب بالا (مانند آلومینوسیلیکات) ساخته شود.
از آنجایی که کوارتز از مقاومت خوبی در مقابل فشار برخوردار است استفاده از این ماده این امکان را فراهم می‌آورد تا فشار گاز داخل حباب افزایش یابد و افزایش فشار گازهای داخل حباب باعث کاهش تبخیر تنگستن از روی رشته و افزایش عمر لامپ می‌شود. به هر حال در این لامپ‌ها تنگستن بخار شده معمولاً بر روی محل اولیه خود ته‌نشین نمی‌شود و در نهایت، رشته در قسمت‌هایی که بیشتر گرم می‌شوند نازک شده و قطع می‌شود. در این حال می‌گوییم لامپ سوخته است.

## ملاحظات ایمنی
از انجایی که لامپ‌های هالوژن در دمایی بیشتر از دمای لامپ‌های معمولی کار می‌کنند (تقریبا 200 درجه سانتیگراد)، امکان ایجاد مخاطرات بیشتر به ویژه آتش‌سوزی به وسیله این لامپ نیز از لامپ‌های معمولی بیشتر است. از طرف دیگر حباب این لامپ‌ها به علت نزدیک بودن به رشته تنگستن داخل شیشه، دارای حرارت بالاتری است. از این جهت، استفاده از محافظ‌ها و پوشش‌های مناسب برای این لامپ‌ها به ویژه در توان‌های بالاتر از ۱ یا ۲ کیلووات بسیار ضروری است.
استفاده از این گونه لامپ‌ها در نزدیکی پارچه یا پلاستیک و... دیگر مواد قابل اشتعال می‌تواند خطراتی قابل توجه را به دنبال داشته باشد.
هنگام تعویض لامپ خودرو، چنانچه از این نوع لامپ‌ها استفاده می‌کنید، به هیچ عنوان قسمت شیشه ای لامپ را لمس نکنید زیرا چربی موجود در دستتان  باعث تمرکز حرارت روی یک نقطه از حباب می‌شود و در  نهایت عمر مفید لامپ شما به میزان قابل توجهی کم می‌شود.
افزون بر این امکان ایجاد آفتاب سوختگی بر روی پوست پس از قرار گرفتن طولانی مدت در معرض نور این نوع لامپ‌ها به علت تشعشعات ماورای بنفش نیز وجود دارد. برای کاهش دادن تشعشعات ماورای بنفش و جلوگیری از برخورد اجسام خارجی با حباب لامپ این لامپ‌ها معمولاً اکثر آن‌ها دارای یک شیشه خارجی جذب‌کننده ماورای بنفش هستند.

## انواع

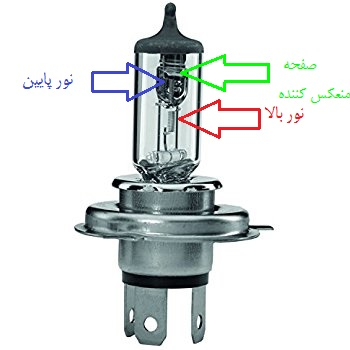
اجزای لامپ خودرو از مدل H4
فلش سبز: قاب منعکس‌کننده نور
فلش قرمز: فیلامنت نور بالا
فلش آبی: فیلامنت نور پایین

### هالوژن خودرو
معمولاً این لامپ‌های برای ولتاژ ۱۲ ولت مناسب برای خودروهای سواری طراحی می‌شوند، و لامپ‌های ۶ یا ۲۴ ولت نیز از این نوع برای کاربردهای دیگر ساخته می‌شوند.
- تک‌رشته‌ای یا (Single filament) در توان‌های ۵۵ تا ۱۰۰ وات (لامپ‌های پرشیایی)
- H۱ رشته محوری تک فیش
- H۲ رشته محوری ( در خودروها منسوخ شده‌است )
- H۳ رشته متقاطع، با کابل مقاوم در برابر حرارات
- H۴ دو رشته‌ای (دو رشته ای: دارای نور پایین و  نور بالا داخل یک لامپ . ۵۵ تا ۱۰۰ وات برای نورپایین و ۶۰ الی ۱۳۰ وات برای نوربالا)
- H۷ برای استفاده در نور پایین و یا نور بالا اکثر خودروها
- H۱۱ پروژکتوری و دارای فیش خاص و پایه مخصوص به خود

### روشنایی صحنه
- Par 64

### لامپ هالوژن SMD
لامپ SMD مخفف عبارات Surface-mount technology است که به معنای قطعات نصب شده روی سطح می‌باشد. در فناوری اس ام دی اجزای مختلف از پیش ساخته شده به مدار چاپی لحیم می‌شوند. طراحی آنها به گونه ای است که برد آن ها ضخامت بسیار کمی خواهد داشت. در صنعت این شیوه به طور گسترده ای جایگزین فناوری تی اچ تی به ویژه برای دستگاه‌هایی که نیاز به کوچک بودن یا مسطح  بودن داشتند، شد. علاوه بر این اجازه می دهد هر دو طرف PCB ها مورد استفاده قرار بگیرند.

### خاص
- لامپ‌های نورافکن